# Adam Zreľák
Adam Zreľák (* 5. Mai 1994 in Stará Ľubovňa) ist ein slowakischer Fußballspieler, der seit 2021 bei Warta Posen unter Vertrag steht.

## Karriere
Zreľák begann beim ŠK Odeva Lipany mit dem Fußballspielen und wechselte 2009 in die Jugendabteilung des MFK Ružomberok. Dort gab er am 3. März 2013 in einem Ligaspiel gegen den FK Senica sein Profidebüt und rückte in den A-Kader auf. Hier blieb er bis zur Mitte der Saison 2015/16 und erzielte in 61 Spielen 15 Tore, ehe er zum ŠK Slovan Bratislava wechselte, mit dem er anschließend slowakischer Vizemeister wurde. Zur Saison 2016/17 wechselte Zreľák für ein Jahr zum tschechischen Erstligisten FK Jablonec und unterschrieb zum Start der Saison 2017/18 einen Vertrag beim 1. FC Nürnberg, mit dem er Vizemeister der 2. Bundesliga 2017/18 wurde und somit in die Bundesliga aufstieg. Dort erzielte er für Nürnberg beim 1:1 gegen Eintracht Frankfurt am 28. Oktober 2018 (9. Spieltag) seinen ersten Bundesligatreffer.

## Nationalmannschaft
Zreľák durchlief verschiedene slowakische Jugendteams und war Kapitän des slowakischen Teams bei der U21-Europameisterschaft 2017 in Polen. Die Slowakei schlug in diesem Turnier Polen 2:1 und Schweden 3:0, schied jedoch aufgrund einer 1:2-Niederlage gegen England als Gruppenzweiter aus.
In einem Freundschaftsspiel am 27. Mai 2016 gegen Georgien erzielte Zreľák sein erstes internationales Tor für die slowakische A-Nationalmannschaft.

## Erfolge
- Vizemeister der 2. Bundesliga 2018 und Aufstieg in die Bundesliga mit dem 1. FC Nürnberg
- Slowakischer Vizemeister der Saison 2015/16 mit dem ŠK Slovan Bratislava
- Gruppenerster in der Qualifikation zur U21-Europameisterschaft 2017